# Salix crataegifolia
Salix crataegifolia — вид квіткових рослин із родини вербових (Salicaceae).

## Морфологічна характеристика
Це кущ заввишки 1 метр.

## Середовище проживання
Salix crataegifolia є ендеміком Апуанських Альп на півночі півострова Італія. Зустрічається в основному на вапнякових скелях і росте на висотах 345–1748 метрів, але віддає перевагу північним схилам понад 1000 метрів.

## Загрози
Існує дві основні загрози для цього виду. По-перше, ризик переміщення та зміни середовища існування, оскільки вид в основному зустрічається на висоті понад 1000 метрів. Також існує ризик втрати середовища проживання через кар'єри та видобуток мармуру.

## Використання
Немає жодної інформації щодо використання або торгівлі цим видом.